# Leslie Chelminski
Leslie Chelminsky, né en 1915 et mort le 2 février 2007, est un ancien pilote de rallyes canadien d'origine polonaise.

## Biographie
Chelminsky rejoignit la  Air Force Polonaise en Britanne durant la Seconde Guerre mondiale, volant sur des bombardiers Wellington, puis il occupa un poste d'officier-ingénieur dans l'Italie libérée.
Il émigra ensuite au Canada en 1948, travaillant comme ingénieur pour Canadair à Montréal, notamment sur l'avion de combat CF-86 Sabre.
Il débuta en compétitions de rallyes vers 1952, sur Hillman, et s'associa à Les Stanley (né en Ulstair en 1922, émigré au Canada en 1954 et également employé chez Canadair, antérieurement associé au rallyman québécois Graham Locke) vers 1956, L.Stanley prenant alors parfois lui-même le volant lors de certains longs parcours, tous deux débutants ensemble en équipage sur Porsche.
Chelminsky participa au rallye Shell 4000 en 1961, 1962, et 1963, sur véhicule d'usine Mercedes-Benz, puis sur Chevrolet Chevy II.
Il participa également à des courses sur circuits (tel le Saint-Eugène Québert airport circuit), et de côte (comme au Mont Gabriel), et fabriqua le premier véhicule monoplace de compétition canadien en coque de fibres de carbone, sur châssis et moteur Triumph, nommé The Chelminski Special (milieu des années 1960, période durant laquelle ses propres apparitions en course se firent de plus en plus rares, son attrait pour le char à voile prenant alors le dessus).
L'une de ses dernières compétitions automobiles fut lors du Halifax-Vancouver organisé par la marque Citroën, au début des années 1970.
Chelminsky quitta la compagnie Canadair en 1975, pour devenir Directeur sportif de cyclisme lors des Jeux olympiques de Montréal, organisés alors par son propre pays en 1976.
Il réside dans un cottage du Vermont, après être resté longtemps ingénieur-consultant pour le Canada, bourlinguant ainsi à travers le monde entier de 1975 à 2000.

## Palmarès
- Triple Champion du Québec des Rallyes: 1956 (sur Renault), puis 1957 et 1958;
- Premier (et double) Champion du Canada des Rallyes: 1957 et 1958 (copilote Les Stanley, sur Volkswagen Type 14 Karmann Ghia (épreuves alors surtout disputées au Québec et en Ontario,essentiellement sur neige et sur glace en longues distances; une trentaine de courses étant organisées par an à cette époque, en vue de l'obtention du titre final).

## Récompenses et distinctions
- Fidler Trophy: 1957 et 1958.